# Zdeněk Mlynář
Zdeněk Mlynář (eredeti neve Zdeněk Müller; Vysoké Mýto, 1930. június 22. – Bécs, 1997. április 15.) cseh származású csehszlovák kommunista politikus, jogász, pedagógus, politológus. A Charta ’77 aláírója. Emigrálni kényszerült. Külföldön megjelent műveiben az 1968-as prágai tavasszal foglalkozott, amelynek ő maga is cselekvő részese volt.

## Életpályája
Eredeti neve Zdeněk Müller volt. 1945-ben változtatott családnevet.
1946-tól volt a Csehszlovák Kommunista Párt tagja.
Egyetemi tanulmányait 1950 és 1955 között Moszkvában végezte a Lomonoszov Egyetem jogi karán. Itt kötött barátságot osztálytársával, Mihail Szergejevics Gorbacsovval. Miután 1955 őszén hazatért, a prágai főügyészség osztályvezetőjeként dolgozott. A vezetőséggel való nézeteltérést követően, 1956 októberétől a Csehszlovák Tudományos Akadémia Állam- és Jogtudományi Intézetébe került, ahol - többek között - a politikatudományi csoportban dolgozott. Közreműködött annak a politikai reformkoncepciónak a kidolgozásában, amelynek alapelveit 1967 tavaszán a Csehszlovákia Kommunista Pártja akcióprogramja is felhasználta. 1968-ig az Intézetben dolgozott.
A prágai tavasz idején a Kommunista Párt Központi Bizottságának titkárává választották. A Varsói Szerződés csapatainak 1968. augusztusi csehszlovákiai bevonulása után a párt többi vezető tagjával együtt őt is Moszkvába vitték, ahol ő is aláírta az ún. Moszkvai jegyzőkönyveket. Ezt követően a Csehszlovák Kommunista Párt Központi Bizottsága elnökségi tagjává nevezték ki, azonban még ugyanazon év novemberében lemondott. 1970-ben kizárták a kommunista pártból. Új munkaadója a prágai Nemzeti Múzeum lett.
Aláírta a Charta ’77-et és részt vett a fennálló rendszer elleni tevékenységben. Ez volt az oka annak, hogy az államhatalom pressziót gyakorolt rá. Ennek következtében kivándorolt Ausztriába, ahol később előadásokat tartott az Innsbrucki Egyetemen, majd 1989-től a politikatudományok professzora lett.
A bársonyos forradalom után visszatért Csehszlovákiába. A Baloldali Blokk nevű cseh politikai párt tiszteletbeli elnöke és választási vezetője lett az 1996-os cseh parlamenti választások során. A párt összeomlása után lemondott tisztségéről, és megromlott egészségi állapota miatt végleg elhagyta a politikát.
1997 áprilisában halt meg Bécsben. Prágai temetésén részt vett Mihail Szergejevics Gorbacsov is.

## Művei

### Csehül
- Proti srsti : politické komentáře : 1990–1995 (1996)
- Krize v sovětských systémech od Stalina ke Gorbačovovi : příspěvek k teoretické analýze (1991)
- Mráz přichází z Kremlu (1978);[10]
- Československý pokus o reformu 1968 : Analýza jeho teorie a praxe (1975)
- K teorii socialistické demokracie (1961)

### Magyarul
- A Prágai Tavasz... és ősz. Kairosz Kiadó, Budapest, 2008. ISBN 978 963 662 194 0 (A könyv első magyar kiadása 1967-ben jelent meg az AB kiadónál, A Kreml felől jő a fagy címen. A második magyar kiadás 1988-ban a Párizsi Magyar Füzetek gondozásában jelent meg, címe "Prága, 1968" volt.)

## Fordítás
- Ez a szócikk részben vagy egészben  a   Zdeněk Mlynář című cseh Wikipédia-szócikk ezen változatának fordításán alapul.  Az eredeti cikk szerkesztőit annak laptörténete sorolja fel. Ez a jelzés csupán a megfogalmazás eredetét és a szerzői jogokat jelzi, nem szolgál a cikkben szereplő információk forrásmegjelöléseként.